# Jupaú
Jupaú  (Uru-Eu-Wau-Wau), slabo poznato pleme američkih Indijanaca naseljeno u brazilskoj džungli na području rezervata Uru-Eu-Wau-Wau, Rondônia. Sami sebe nazivaju Jupaú ("os que usam jenipapo"; oni koji koriste jenipapo), dok ih Oro-Uari nazivaju Uru-Eu-Wau-Wau. imaju 4 sela: Alto Jamari, Jamari, Linha 623 i Alto Jaru s populcijom od 85 ljudi među kojima i nekoliko osoba oženjenih ili udanih u to pleme. Nakon kontakta 1980.-tih mnogi su stradali od pridošlica. 
Ostale njima možda srodne skupine su i Amondawa i Uru-Pa-In, slabo poznati Parakuara i Jurureí, te dvije skupine čija imena nisu poznata. jedna od njih živi na srednjem toku rijeke rio Cautário, a druga na Igarapé Água Branca.